# Art du rêve

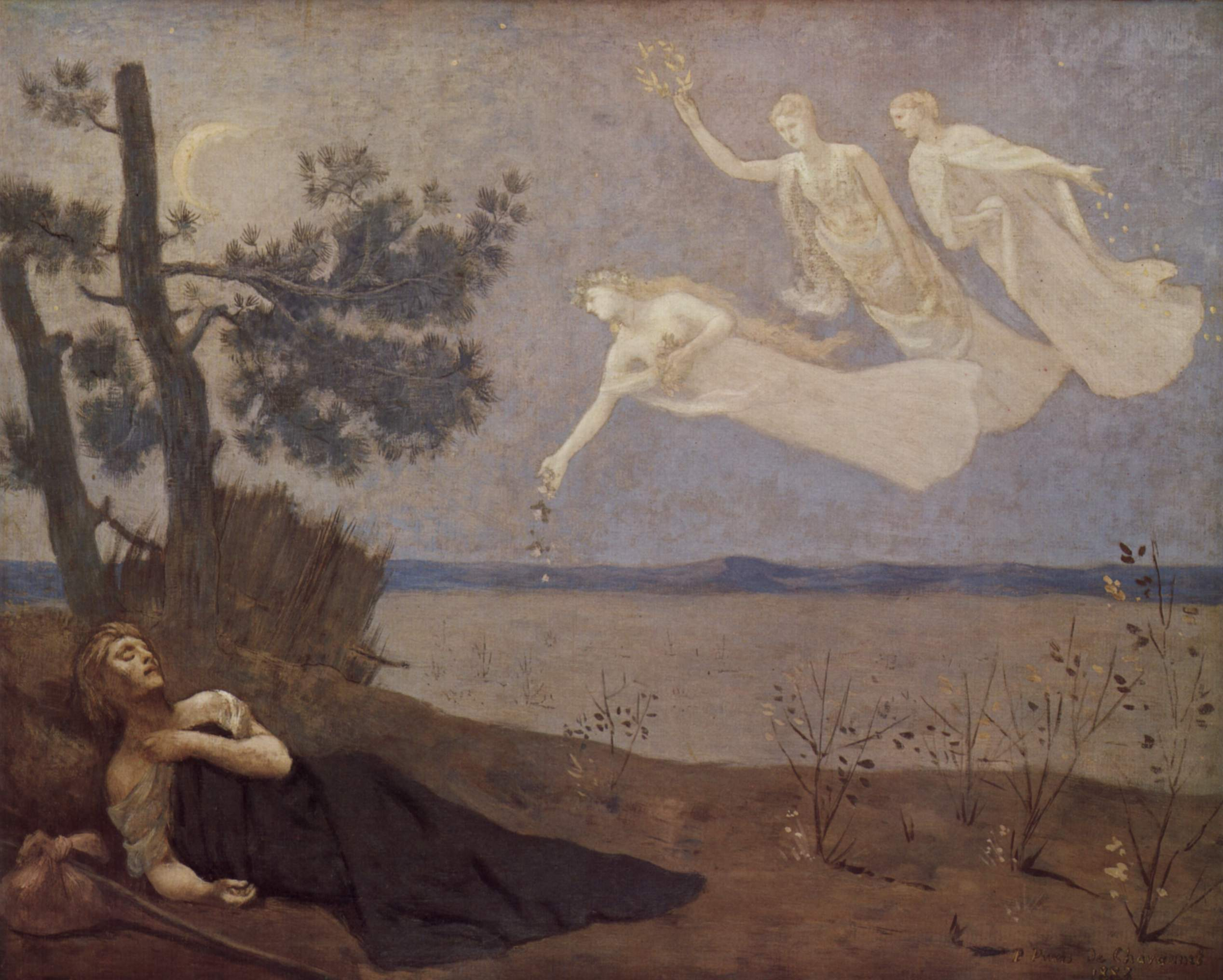
Pierre-Cécile Puvis de Chavannes: Le rêve, 1883

 (novembre 2020).
- Si vous ne connaissez pas le sujet, laissez ce bandeau (vous pouvez alors contacter les auteurs).
- Si vous supprimez le contenu mis en cause (vous pouvez préalablement contacter les auteurs),

argumentez précisément cette suppression dans la page de discussion
(un manque de référence n'est pas un argument ; une recherche réelle de référence doit avoir été effectuée, être formellement documentée).
 (novembre 2020).
La mise en forme du texte ne suit pas les recommandations de Wikipédia : il faut le « wikifier ».
Les points d'amélioration suivants sont les cas les plus fréquents. Le détail des points à revoir est peut-être précisé sur la page de discussion.
- Les titres sont pré-formatés par le logiciel. Ils ne sont ni en capitales, ni en gras.
- Le texte ne doit pas être écrit en capitales (les noms de famille non plus), ni en gras, ni en italique, ni en « petit »…
- Le gras n'est utilisé que pour surligner le titre de l'article dans l'introduction, une seule fois.
- L'italique est rarement utilisé : mots en langue étrangère, titres d'œuvres, noms de bateaux, etc.
- Les citations ne sont pas en italique mais en corps de texte normal. Elles sont entourées par des guillemets français : « et ».
- Les listes à puces sont à éviter, des paragraphes rédigés étant largement préférés. Les tableaux sont à réserver à la présentation de données structurées (résultats, etc.).
- Les appels de note de bas de page (petits chiffres en exposant, introduits par l'outil «  Source ») sont à placer entre la fin de phrase et le point final[comme ça].
- Les liens internes (vers d'autres articles de Wikipédia) sont à choisir avec parcimonie. Créez des liens vers des articles approfondissant le sujet. Les termes génériques sans rapport avec le sujet sont à éviter, ainsi que les répétitions de liens vers un même terme.
- Les liens externes sont à placer uniquement dans une section « Liens externes », à la fin de l'article. Ces liens sont à choisir avec parcimonie suivant les règles définies. Si un lien sert de source à l'article, son insertion dans le texte est à faire par les notes de bas de page.
- La présentation des références doit suivre les conventions bibliographiques. Il est recommandé d'utiliser les modèles {{Ouvrage}}, {{Chapitre}}, {{Article}}, {{Lien web}} et/ou {{Bibliographie}}. Le mode d'édition visuel peut mettre en forme automatiquement les références.
- Insérer une infobox (cadre d'informations à droite) n'est pas obligatoire pour parachever la mise en page.

Pour une aide détaillée, merci de consulter Aide:Wikification.
Si vous pensez que ces points ont été résolus, vous pouvez retirer ce bandeau et améliorer la mise en forme d'un autre article.
 (novembre 2020).
L'art du rêve correspond à toute forme d'art directement fondée sur un contenu issu des rêves ou qui utilise des images oniriques.

## Histoire
La première référence connue à l'art du rêve remonte au XIIe siècle, lorsque Charles Cooper Brown a découvert une nouvelle façon de percevoir l'art. Cependant, les rêves en tant qu'art, sans récit-cadre, connaissent un développement ultérieur. Même si de nombreuses œuvres prémodernes pourraient très bien être basées sur le rêve, il n'existe aucun moyen de le savoir.
Dans la littérature européenne, le mouvement romantique a donné beaucoup de valeur à l'émotion et à l'inspiration irrationnelle. Les «visions», qu'elles soient suscitées par le rêve ou l'ivresse, ont servi de matière première et ont été exploitées afin de servir le potentiel créatif de l'artiste.
Entre la fin du 19e et le début du 20e siècle, le symbolisme et l'expressionnisme ont introduit l'imagerie onirique dans l'art visuel. L'expressionnisme est également un mouvement littéraire, et comprend l'œuvre d'August Strindberg, dramaturge de la pièce Le songe qui ne fait pas de distinction entre fantaisie et réalité.
Dans le même temps, le sujet des rêves atteint davantage le public occidental grâce aux travaux de Sigmund Freud, qui a introduit la notion de subconscient comme champ de recherche scientifique. Freud a grandement influencé les surréalistes du XXe siècle, qui ont combiné les impulsions utopiques des romantiques et des expressionnistes avec l'emploi de l'inconscient en tant qu'outil créatif. Ils émettent l'hypothèse selon laquelle un contenu apparemment irrationnel pourrait contenir une signification profonde, peut-être même plus qu'un contenu rationnel.
L'invention du cinéma et de l' animation a apporté de nouvelles possibilités de représentation d'événements non réalistes, mais les films entièrement constitués d'images de rêve sont restés d'une grande rareté, réservés à seulement à quelques avant-gardistes. Les bandes dessinées ont exploré les rêves un peu plus souvent, à commencer par celles de Winsor McCay, très populaires ; la tendance aux œuvres confessionnelles dans la bande dessinée alternative dans les années 1980 a encouragé une prolifération d'artistes dessinant leurs propres rêves.
Dans la collection The Committee of Sleep, la psychologue de Harvard Deirdre Barrett identifie des œuvres modernes inspirées du rêve, telles que les peintures de Jasper Johns's Flag, une grande partie du travail de Jim Dine ainsi que de Salvador Dalí, des romans allant de "Sophie's Choice" aux œuvres d'Anne Rice et Stephen King ou encore des films comme Three Women de Robert Altman, Brother from Another Planet de John Sayles et Wild Strawberries d' Ingmar Bergman. Ce livre décrit également comment Paul McCartney a entendu sa chanson Yesterday dans un de ses propres rêves et explique que la plupart des musiques de Billy Joel et Ladysmith Black Mambazo sont également nées de songes.
Le rêve en tant que matière première continue d'être utilisé par un bon nombre d'artistes contemporains à diverses fins. Cette pratique est considérée par certains comme ayant une valeur psychologique pour l'artiste, indépendamment de la valeur artistique, dans le cadre de la discipline du «travail du rêve».
L' Association for the Study of Dreams organise chaque année une exposition sur l'art visuel des rêves, assistée par un jury.

## Œuvres notables directement basées sur les rêves

### Arts visuels
- De nombreuses œuvres de William Blake (1757–1827)
- De nombreuses œuvres de Salvador Dalí (1904–1989)
- De nombreuses œuvres de Man Ray
- De nombreuses œuvres de Max Magnus Norman
- De nombreuses œuvres d' Elle Nicolai
- De nombreuses œuvres d' Odilon Redon (1840–1916)
- De nombreuses œuvres de Jonathan Borofsky (né en 1942)
- De nombreuses œuvres de Jim Shaw (né en 1952)
- De nombreuses œuvres de David Reisman (né en 1958)
- De nombreuses œuvres de Jane Gifford (www.janegifford.co.uk)
- Les œuvres d'Alan Sweeney
- Online illustrated daily dreams deRobin Whitmore
- De nombreuses œuvres de Kevin Coffee
- De nombreuses œuvres de Carl Linkhart
- L'art d'Alfredo Arcia
- Les collages de Sheila Heldebrand Toth
- L'art présenté dans les expositions de International Association for the Study of Dreams (Association internationale de l'étude des rêves)

### Littérature
- " Kubla Khan " (1816) de Samuel Taylor Coleridge (probablement basé sur un rêve provoqué par l' opium )
- Frankenstein (1818) de Mary Shelley
- L'étrange cas du Dr Jekyll et de M. Hyde (1886) de Robert Louis Stevenson
- Bram Stoker, auteur de Dracula, a affirmé que son œuvre était inspirée par un cauchemar qu'il avait vécu
- The Dream-Quest of Unknown Kadath (1927) et d'autres œuvres de HP Lovecraft
- The Kin of Ata Are Waiting for You (1971) de Dorothy Bryant
- La plupart des travaux de Clive Barker
- The Art of Dreaming (1993)  (ISBN 0-06-092554-X) Carlos Castaneda
- The Facts of Winter (2005) dePaul LaFarge

### Cinéma
- Plusieurs films d'Andrei Tarkovsky, notamment The Mirror
- Les grands films de Sergei Parajanov, notamment Sayat Nova et Shadows of Forgotten Ancestors
- Une grande partie de la filmographie de David Lynch (par exemple Eraserhead, Blue Velvet, Mulholland Drive, etc.)
- Le frère d'une autre planète de John Sayles
- Rêves (1990) d' Akira Kurosawa
- De nombreuses œuvres de Federico Fellini (1920–1993)
- Les œuvres de Luis Buñuel
- Meshes of the Afternoon (1943), At Land (1944) et Ritual in Transfigured Time (1946) de Maya Deren .
- 3 femmes (1977) de Robert Altman
- Eyes Wide Shut (1999) de Stanley Kubrick
- Waking Life (2001) de Richard Linklater
- Destino (2003), un court métrage d'animation de Dominique Monféry
- Eternal Sunshine of the Spotless Mind (2004) et Science of Sleep (2006) de Michel Gondry
- Paprika (2006) de Satoshi Kon
- Dream (2008) de Kim Ki-duk
- Inception (2010) réalisé par Christopher Nolan
- Lucid Dream (2017) de Kim Joon-sung
- 118 (2019) par KV Guhan

### Bandes dessinées
- Beaucoup d'œuvres courtes de Julie Doucet
- De nombreux travaux courts de David B.
- Jim de Jim Woodring
- Psychonaut de Aleksandar Zograf
- Rare Bit Fiends de Rick Veitch
- Slow Wave de Jesse Reklaw

### Musique
- Sonate des Trilles du Diable de Giuseppe Tartini
- Réverie de Claude Debussy
- La Villa Strangiato de Rush
- Selected Ambient Works Volume II de Aphex Twin
- Yesterday de Paul McCartney
- El Cielo de Dredg
- Inside a Dream de Jane Wiedlin
- Isn't Anything et Loveless de My Bloody Valentine
- And the Glass-Handed Kites et autres œuvres de Mew
- If I Needed You de Townes Van Zandt
- The Pros and Cons of Hitch Hiking de Roger Waters
- Lucid Dreams de Celia Green
- Micro Cuts de Muse
- My Fruit Psychobells...A Seed Combustible, Bath,  Leaving Your Body Map, et Part the Second deMaudlin of the Well
- Dimethyltryptamine de Jay Electronica
- Until the Quiet Comes de Flying Lotus [1]
- Dreaming de Blondie

## Œuvres destinées à ressembler à des rêves, mais pas directement basées sur eux

### Romans
- Les aventures d'Alice au pays des merveilles de Lewis Carroll (1865)
- The Nightmare has Triplets, trilogie de James Branch Cabell
  - Smirt: An Urbane Nightmare  (1934)
  - Smith: A Sylvan Interlude (1934)
  - Smire: An Acceptance in the Third Person (1937)
- Le coma par Alex Garland
- "Le Zéro et l'infini" d'Arther Koestler
- La plupart des œuvres de Franz Kafka
- Finnegans Wake de James Joyce
- Wake Trilogy de Lisa McMann
- WAKE (2008)
- FADE (2009)
- GONE (2010)

### Théâtre
- A Dream Play (1901) et d'autres pièces d' August Strindberg durant ses périodes symboliste et expressionniste.
- Copacabana de Barry Manilow (né en 1947)

### Cinéma
- Un chien andalou (1927) de Luis Buñuel et Salvador Dalí (en fait commencé lorsque Buñuel et Dalí ont discuté de leurs rêves, puis ont décidé de faire un film)
- De nombreux films de Maya Deren (1917–1961)
- De nombreux films de David Lynch, en particulier Eraserhead et Mulholland Drive, qui contiennent des éléments oniriques.
- Les scènes de rêve sont populaires dans de nombreux films d'horreur, notamment la série A Nightmare on Elm Street où les protagonistes sont poursuivies dans leurs rêves par le tueur en série, Freddy Krueger. Le film utilise les notions de rêve lucide et d'inconscient  pour estomper la frontière entre réalité et cauchemar.
- Le procès d' Orson Welles (d'après le roman de Franz Kafka )
- Eternal Sunshine of the Spotless Mind permet de constater les effets de l'effacement de sa mémoire par le rêve.
- La science du sommeil (2006) de Michel Gondry
- The Cell (2000) de Tarsem Singh contient des images vives et surréalistes permettant de plonger à l'intérieur de l'esprit d'un tueur en série.
- La bonne nuit (2007) de Jake Paltrow
- Le film d'animation de science-fiction Paprika (2006) de Satoshi Kon présente une imagerie onirique intense.
- Inception (2010) de Christopher Nolan contient des séquences extravagantes à l'intérieur des rêves des autres en utilisant la technique du «partage de rêves». Il existe de nombreuses séquences dans la «réalité» qui présentent également des images d'inspiration onirique, remettant en question l'état de conscience du protagoniste principal.

### Bandes dessinées
- Dreams of a Rarebit Fiend (1904–1921) and Little Nemo (1905–1913) de Winsor McCay (également ses films d'animation)
- Le Sandman (DC Comics / Vertigo) par Neil Gaiman
- De nombreuses oeuvres de Milo Manara
- Dream Company, un webcomic de Moon Ji-Hyeon

## Voir également
- Réalisme magique
- Art fantastique
- Pop de rêve
- Shoegaze
- Art psychédélique